# Euselasia eucerus
Euselasia eucerus is een vlindersoort uit de familie van de prachtvlinders (Riodinidae), onderfamilie Euselasiinae.
Euselasia eucerus werd in 1872 beschreven door Hewitson.